# Methylpivalaat
Methylpivalaat is een organische verbinding met als brutoformule C6H12O2. De stof komt voor als een kleurloze vloeistof met een karakteristieke zoete geur. De vloeistof is licht ontvlambaar.

## Synthese
In het laboratorium wordt methylpivalaat bereid door de verestering van pivalinezuur en methanol, onder toevoeging van een zure katalysator (typisch zwavelzuur):
{\displaystyle {\ce {(CH3)3CCOOH + CH3OH -> (CH3)3CCOOCH3 + H2O}}}